# Cot Rumpun
Cot Rumpun is een bestuurslaag in het regentschap Aceh Besar van de provincie Atjeh, Indonesië. Cot Rumpun telt 301 inwoners (volkstelling 2010).